# Luhkká
Luhkká eller oväderskrage är ett extra ytterplagg till den samiska dräkten som skyddar bäraren mot regn, snö och kyla och kolten mot slitage.

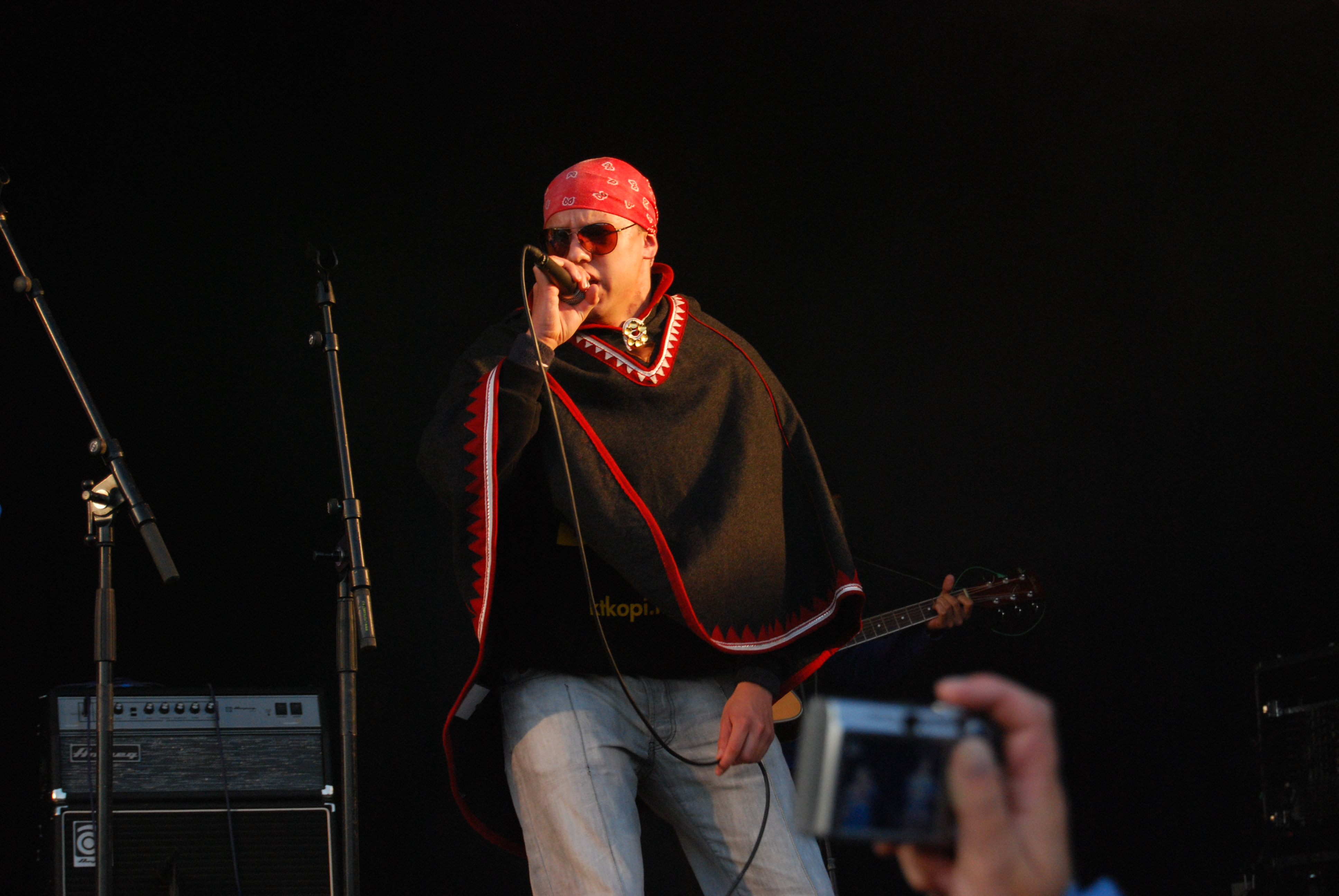
Jojkaren och rapparen Fred Buljo i en Luhkká.

Oväderskragar har omtalats och avbildats i litteratur ända sedan 1600-talet och bland annat av kyrkoherde Pehr Högström, som var verksam i Gällivare på 1740-talet, och används fortfarande av både kvinnor och män som ett värmande ytterplagg. Den äldsta typen av oväderskrage kallades céhporis och var utformad som en poncho av pälsverk med ett hål för huvudet. Den tillverkades vanligen av björn-, ren- eller rävskinn men kunde också vara av tunt skinn utan päls. Idag sys oväderskragarna av kläde eller vadmal och kallas för luhkká, njálmefahttá eller skopmehke på  nord-, lule- respektive sydsamiska.
Plagget finns både med och utan huva och längden beror på hur det används. Om oväderskragen skall skydda pälsen i pulkan från att bli våt behöver den inte vara så lång medan den är längre när den används vid skidåkning. Då skall både bäraren och en eventuell ryggsäck skyddas och plagget har därför ofta en lång snibb baktill. Många oväderskragar har en hög krage som når upp över öronen och kan knytas med band över mössan så att kragen sitter tätt mot ansiktet.
Oväderskragen användes tidigare främst av kvinnor, men när de 
började använda stora ylleschalar i slutet av 1800-talet, övertogs plagget till stor del av männen.